# Afsnit af Det Søde Liv til Søs
Afsnit af Det Søde Liv til Søs (The Suite Life on Deck) er en amerikansk tv-serie fra Disney bestående af 71 afsnit fordelt på tre sæsoner, der blev sendt fra 26. september 2008 til 6. maj 2011. Der blev desuden lavet en film, The Suite Life Movie, der havde premiere 25. marts 2011. Serien er en efterfølger til Zack og Codys Søde Hotelliv med en række af de samme personer.

## Serieoversigt
| Sæson | Sæson | Afsnit | Oprindelig sendt   | Oprindelig sendt |
| Sæson | Sæson | Afsnit | Start              | Slut             |
| ----- | ----- | ------ | ------------------ | ---------------- |
|       | 1     | 21     | 26. september 2008 | 17. juli 2009    |
|       | 2     | 28     | 7. august 2009     | 18. juni 2010    |
|       | 3     | 22     | 2. juli 2010       | 6. maj 2011      |
|       | Film  | Film   | 25. marts 2011     | 25. marts 2011   |

## Afsnit

### Sæson 1 (2008–2009)
| Nr. i serien | Nr. i sæson | Titel                                                     | Instruktør       | Forfatter                             | Oprindelig sendedato i USA | Oprindelig sendedato i Danmark | Produktionskode |
| --- | ----------- | --------------------------------------------------------- | ---------------- | ------------------------------------- | -------------------------- | ------------------------------ | --------------- |
| 1 | 1           | "The Suite Life Sets Sail" "Det søde liv sætter sejl"     | Jim Drake        | Danny Kallis & Pamela Eells O'Connell | 26. september 2008         | 16. januar 2009                | 101             |
| 2 | 2           | "Parrot Island" "Papegøjeøen"                             | Rich Correll     | Danny Kallis & Pamela Eells O'Connell | 27. september 2008         | 17. januar 2009                | 107             |
| 3 | 3           | "Broke 'N' Yo-Yo" "Ødelagt yo-yo"                         | Jim Drake        | Jeny Quine & Adam Lapidus             | 3. oktober 2008            | 18. januar 2009                | 102             |
| 4 | 4           | "The Kidney of the Sea" "Havets nyre"                     | Ellen Gittelsohn | Jeff Hodsden & Tim Pollock            | 10. oktober 2008           | 24. januar 2009                | 103             |
| 5 | 5           | "Showgirls"Show & Tell "Stjernestøvsdanserne (Showpiger)" | Shelley Jensen   | Howard Nemetz & Dan Signer            | 17. oktober 2008           | 25. januar 2009                | 104             |
| Note: Dette afsnit er også kendt under titlen                                                                                               |             |                                                           |                  |                                       |                            |                                |                 |
| 6 | 6           | "International Dateline" "International datolinje"        | Ellen Gittelsohn | Jeny Quine & Dan Signer               | 24. oktober 2008           | 31. januar 2009                | 105             |
| 7 | 7           | "It's All Greek to Me" "Det er alt sammen græsk for mig"  | Shelley Jensen   | Jim Geoghan                           | 7. november 2008           | 1. februar 2009                | 106             |
| 8 | 8           | "Sea Monster Mash"                                        | Rich Correll     | Adam Lapidus                          | 14. november 2008          | 7. februar 2009                | 108             |
| 9 | 9           | "Flowers and Chocolate" "Blomster og chokolade"           | Rich Correll     | Tim Pollock                           | 21. november 2008          | 8. februar 2009                | 109             |
| 10 | 10          | "Boo You"                                                 | Phill Lewis      | Jeff Hodsden                          | 5. december 2008           | 14. februar 2009               | 110             |
| 11 | 11          | "Sea Harmony"                                             | Lex Passaris     | Billy Riback                          | 12. december 2008          | 21. februar 2009               | 111             |
| 12 | 12          | "The Mommy and the Swami"                                 | Lex Passaris     | Dan Signer & Jeny Quine               | 9. januar 2009             | 28. februar 2009               | 115             |
| 13 | 13          | "Maddie on Deck" "Maddie til søs"                         | Rich Correll     | Jeff Hodsden & Tim Pollock            | 16. januar 2009            | 21. marts 2009                 | 112             |
| 14 | 14          | "When in Rome..."                                         | Rich Correll     | Jeff Hodsden & Tim Pollock            | 23. januar 2009            | 25. april 2009                 | 113             |
| 15 | 15          | "Shipnotized"                                             | Shelley Jensen   | Jim Geoghan                           | 30. januar 2009            | 9. maj 2009                    | 114             |
| 16 | 16          | "Mom and Dad on Deck" "Mor og far til søs"                | Ellen Gittelsohn | Danny Kallis & Jim Geoghan            | 20. februar 2009           | 30. maj 2009                   | 117             |
| 17 | 17          | "The Wrong Stuff"                                         | Ellen Gittelsohn | Jeny Quine & Adam Lapidus             | 27. marts 2009             |                                | 118             |
| 18 | 18          | "Splash & Trash"                                          | Rich Correll     | Pamela Eells O'Connell & Dan Signer   | 17. april 2009             |                                | 119             |
| 19 | 19          | "Mulch Ado About Nothing" "Stor ståhej for ingenting"     | Danny Kallis     | Pamela Eells O'Connell                | 1. maj 2009                | 1. maj 2009                    | 116             |
| 20 | 20          | "Cruisin' for a Bruisin'"                                 | Lex Passaris     | Danny Kallis                          | 5. juni 2009               |                                | 121             |
| 21 | 21          | "Double-Crossed"                                          | Rich Correll     | Danny Kallis & Pamela Eells O'Connell | 17. juli 2009              |                                | 120             |
| Note: Del to af tre af crossoveren Wizards on Deck with Hannah Montana med Det Søde Liv til Søs, Wizards of Waverly Place og Hannah Montana |             |                                                           |                  |                                       |                            |                                |                 |

### Sæson 2 (2009–2010)
| Nr. i serien | Nr. i sæson | Titel                              | Instruktør       | Forfatter                             | Første sendedag i USA | Produktionskode |
| --- | ----------- | ---------------------------------- | ---------------- | ------------------------------------- | --------------------- | --------------- |
| 22 | 1           | "The Spy Who Shoved Me"            | Shelley Jensen   | Jim Geoghan                           | 7. august 2009        | 205             |
| 23 | 2           | "Ala-ka-scram!"                    | Shelley Jensen   | Billy Riback                          | 14. august 2009       | 206             |
| 24 | 3           | "In the Line of Duty"              | Rich Correll     | Jeff Hodsden & Tim Pollock            | 21. august 2009       | 203             |
| 25 | 4           | "Kitchen Casanova"                 | Rich Correll     | Jeny Quine & Dan Signer               | 4. september 2009     | 202             |
| 26 | 5           | "Smarticle Particles"              | Rich Correll     | Adam Lapidus                          | 11. september 2009    | 201             |
| 27 | 6           | "Family Thais"                     | Rich Correll     | Jeff Hodsden & Tim Pollock            | 18. september 2009    | 209             |
| 28 | 7           | "Goin' Bananas"                    | Phill Lewis      | Jeny Quine & Dan Signer               | 25. september 2009    | 204             |
| 29 | 8           | "Lost at Sea"                      | Rich Correll     | Danny Kallis & Pamela Eells O'Connell | 2. oktober 2009       | 207–208         |
| Note: En time lang special. |             |                                    |                  |                                       |                       |                 |
| 30 | 9           | "Roomies"                          | Danny Kallis     | Danny Kallis & Pamela Eells O'Connell | 16. oktober 2009      | 210             |
| 31 | 10          | "Crossing Jordin"                  | Mark Cendrowski  | Jeff Hodsden & Tim Pollock            | 23. oktober 2009      | 213             |
| 32 | 11          | "Bermuda Triangle"                 | Phill Lewis      | Adam Lapidus & Jeny Quine             | 13. november 2009     | 211             |
| 33 | 12          | "The Beauty and the Fleeced"       | Lex Passaris     | Dan Signer                            | 20. november 2009     | 212             |
| 34 | 13          | "The Swede Life" "Det svenske liv" | Ellen Gittelsohn | Jeff Hodsden & Tim Pollock            | 4. december 2009      | 215             |
| De 7 Haves Skole besøger Mårtensgrav, en svensk by som blev grundlagt af Zack og Codys forfædre, vikingerne Knut og Olaf Mårten, men de opdager hurtigt at byens indbyggere ser Martin-familien som skurke pga. noget deres forfædre menes at have gjort, så Zack og Cody må gøre hvad de kan for at rense familiens navn. Samtidig henvender Moseby sig i møbelvarehuset UMAKA (en parodi på IKEA) for at få fat i en skrue som han mangler til sit UMAKA-natbord, men det viser sig ikke at være så ligetil. |             |                                    |                  |                                       |                       |                 |
| 35 | 14          | "Mother of the Groom"              | Rich Correll     | Danny Kallis                          | 8. januar 2010        | 217             |
| 36 | 15          | "The Defiant Ones"                 | Rich Correll     | Dan Signer                            | 15. januar 2010       | 218             |
| 37 | 16          | "Any Given Fantasy"                | Rich Correll     | Jeff Hodsden & Tim Pollock            | 18. januar 2010       | 220             |
| 38 | 17          | "Rollin' With the Holmies"         | Mark Cendrowski  | Jim Geoghan & Dan Signer              | 29. januar 2010       | 214             |
| 39 | 18          | "Can You Dig It?"                  | Phill Lewis      | Adam Lapidus & Jeny Quine             | 12. februar 2010      | 223             |
| 40 | 19          | "London's Apprentice"              | Rich Correll     | Pamela Eells O'Connell                | 26. februar 2010      | 219             |
| 41 | 20          | "Once Upon a Suite Life"           | Bob Koherr       | Jeny Quine & Dan Signer               | 5. marts 2010         | 225             |
| 42 | 21          | "Marriage 101"                     | Rich Correll     | Jeny Quine                            | 19. marts 2010        | 221             |
| 43 | 22          | "Model Behavior"                   | Bob Koherr       | Jeff Hodsden & Tim Pollock            | 27. marts 2010        | 228             |
| 44 | 23          | "Rock the Kasbah"                  | Rich Correll     | Adam Lapidus                          | 16. april 2010        | 222             |
| 45 | 24          | "I Brake for Whales"               | Rich Correll     | Jeny Quine & Adam Lapidus             | 23. april 2010        | 216             |
| 46 | 25          | "Seven Seas News"                  | Bob Koherr       | Pamela Eells O'Connell                | 7. maj 2010           | 224             |
| 47 | 26          | "Starship Tipton"                  | Kelly Sandefur   | Jeny Quine & Dan Signer               | 14. maj 2010          | 227             |
| 48 | 27          | "Mean Chicks"                      | Rich Correll     | Adam Lapidus                          | 11. juni 2010         | 226             |
| 49 | 28          | "Breakup in Paris"                 | Rich Correll     | Pamela Eells O'Connell & Adam Lapidus | 18. juni 2010         | 229–230         |
| Note: En time lang special der foreligger i to udgaver. Den alternative udgave havde premiere dagen efter, 19. juni 2010. |             |                                    |                  |                                       |                       |                 |

### Sæson 3 (2010–2011)
| Nr. i serien                                                      | Nr. i sæson | Titel                        | Instruktør       | Forfatter                   | Første sendedag i USA | Produktionskode |
| ----------------------------------------------------------------- | ----------- | ---------------------------- | ---------------- | --------------------------- | --------------------- | --------------- |
| 50                                                                | 1           | "The Silent Treatment"       | Phill Lewis      | Dan Signer                  | 2. juli 2010          | 305             |
| 51                                                                | 2           | "Rat Tale"                   | Joel Zwick       | Jeff Hodsden & Tim Pollock  | 9. juli 2010          | 308             |
| 52                                                                | 3           | "So You Think You Can Date?" | Joel Zwick       | Mark Amato & Sally Lapiduss | 16. juli 2010         | 306             |
| 53                                                                | 4           | "My Oh Maya"                 | Joel Zwick       | Jeff Hodsden & Tim Pollock  | 23. juli 2010         | 301             |
| 54                                                                | 5           | "Das Boots"                  | Carl Lauten      | Pamela Eells O'Connell      | 30. juli 2010         | 303             |
| 55                                                                | 6           | "Bon Voyage"                 | Adam Weissman    | Adam Lapidus                | 20. august 2010       | 304             |
| 56                                                                | 7           | "Computer Date"              | Joel Zwick       | Jeny Quine                  | 27. august 2010       | 302             |
| 57                                                                | 8           | "Party On!"                  | Joel Zwick       | Jeff Hodsden & Tim Pollock  | 10. september 2010    | 309             |
| 58                                                                | 9           | "Love and War"               | Eric Dean Seaton | Jeny Quine                  | 24. september 2010    | 311             |
| 59                                                                | 10          | "Trouble in Tokyo"           | Eric Dean Seaton | Jeny Quine & Dan Signer     | 29. september 2010    | 307             |
| 60                                                                | 11          | "The Ghost and Mr. Martin"   | Joel Zwick       | Adam Lapidus & Jeny Quine   | 8. oktober 2010       | 310             |
| 61                                                                | 12          | "Senior Ditch Day"           | Phill Lewis      | Mark Amato & Sally Lapiduss | 22. oktober 2010      | 320             |
| 62                                                                | 13          | "My Sister's Keeper"         | Phill Lewis      | Jeny Quine                  | 5. november 2010      | 315             |
| 63                                                                | 14          | "Frozen"                     | Phill Lewis      | Dan Signer                  | 27. november 2010     | 312             |
| 64                                                                | 15          | "A London Carol"             | Shelley Jensen   | Jeff Hodsden & Tim Pollock  | 3. december 2010      | 313             |
| 65                                                                | 16          | "The Play's the Thing"       | Joel Zwick       | Pamela Eells O'Connell      | 7. januar 2011        | 314             |
| 66                                                                | 17          | "Twister: Part 1"            | Bob Koherr       | Adam Lapidus                | 14. januar 2011       | 316             |
| 67                                                                | 18          | "Twister: Part 2"            | Bob Koherr       | Jeff Hodsden & Tim Pollock  | 15. januar 2011       | 317             |
| 68                                                                | 19          | "Twister: Part 3"            | Bob Koherr       | Dan Signer                  | 16. januar 2011       | 318             |
| 69                                                                | 20          | "Snakes on a Boat"           | Phill Lewis      | Dan Signer & Adam Lapidus   | 4. marts 2011         | 319             |
| 70                                                                | 21          | "Prom Night"                 | Eric Dean Seaton | Jeff Hodsden & Tim Pollock  | 18. marts 2011        | 321             |
| 71                                                                | 22          | "Graduation on Deck"         | Eric Dean Seaton | Pamela Eells O'Connell      | 6. maj 2011           | 322             |
| Note: Specielt 40 minutter langt afsnit som afslutning på serien. |             |                              |                  |                             |                       |                 |

### Film (2011)
| Titel                                                                    | Instruktør    | Forfatter                      | width="120" \| Oprindelig udgivelsesdato i USA |
| ------------------------------------------------------------------------ | ------------- | ------------------------------ | ---------------------------------------------- |
| "The Suite Life Movie"                                                   | Sean McNamara | Michael Saltzman & Robert Horn | 25. marts 2011                                 |
| Note: Filmen foregår før det sidste afsnit i serien, Graduation on Deck. |               |                                |                                                |